# Beregrákos
Beregrákos (ukránul Ракошинo (Rakosino / Rakoshyno)) falu Ukrajnában, Kárpátalján, a Munkácsi járásban, Munkácstól 9 km-re északnyugatra, Benedeki, Csapolc, Dombokpuszta, Kajdanó és Orosztelek tartozik hozzá.

## Nevének eredete
Neve a Rákos folyónévből való, ami a Latorca egyik ága lehetett.

## Története
1332-ben Rakus néven említik először. Már a középkorban volt temploma, mely már 1737-ben romokban állott. 1645-ben emeletes Rákóczi-udvarház volt itt, melyet a lengyelek pusztítottak el 1657-ben.
Református templomát a korábbi fatemplom helyett 1836 és 1844 között emelték klasszicista stílusban, 1981-ben restaurálták.
1910-ben 2726 lakosából 1538 magyar, 1043 ruszin és 139 német volt. A trianoni békeszerződésig Bereg vármegye Latorcai járásához tartozott. Ma 7620 lakosából 2405 (40%) a magyar.

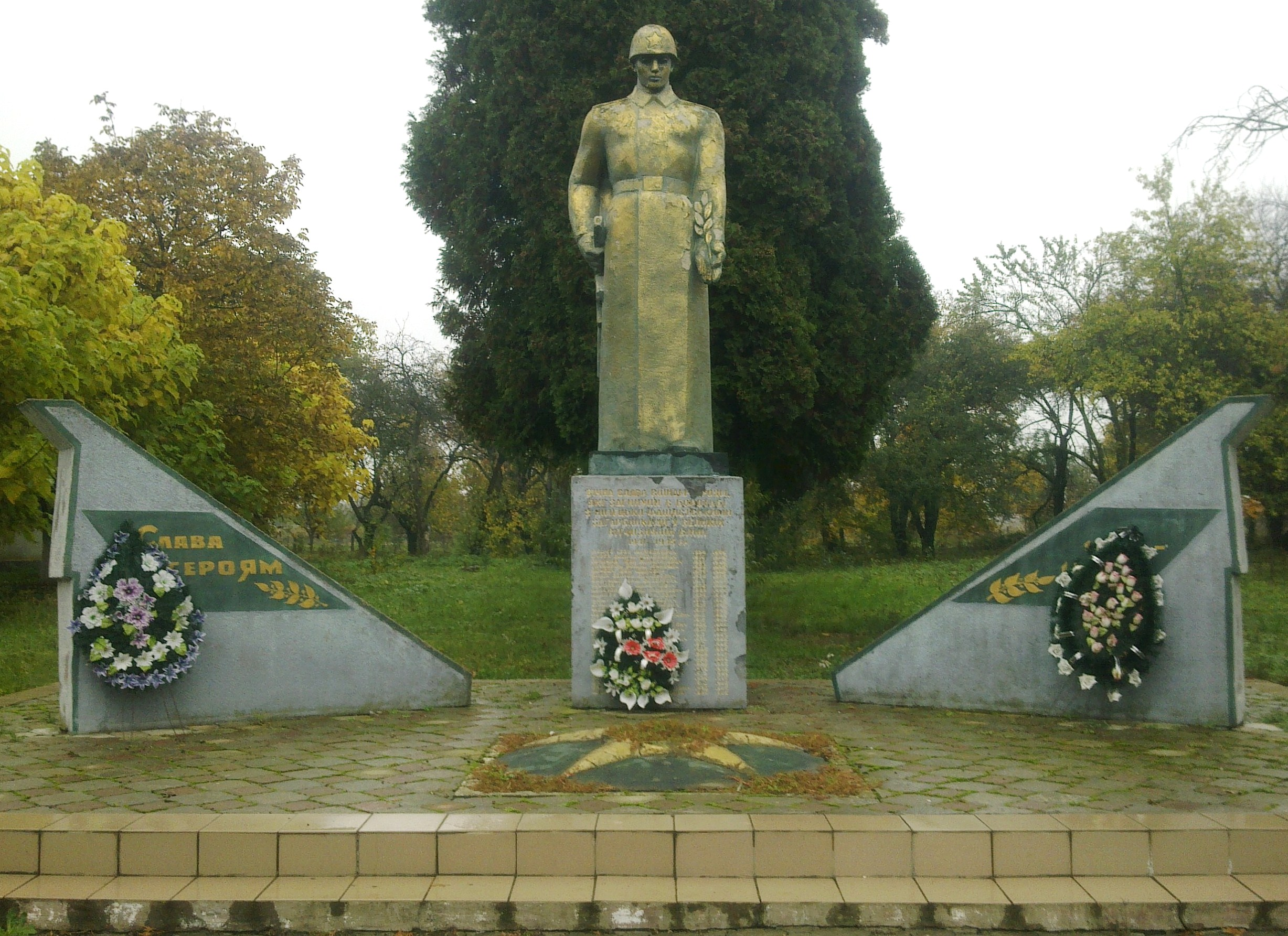
A beregrákosi szovjet hősi emlékmű

## Híres emberek
- Itt született Doktor Sándor szülész, nőgyógyász, baloldali politikus (1864–1945).
- Itt született Pap Károly irodalomtörténész, egyetemi tanár (1872–1954).
- Itt született 1885-ben Salamon Béla színművész, akinek 2024-ben emlékpadot állítottak a szülőháza előtt.[1]